# 徐悲鸿

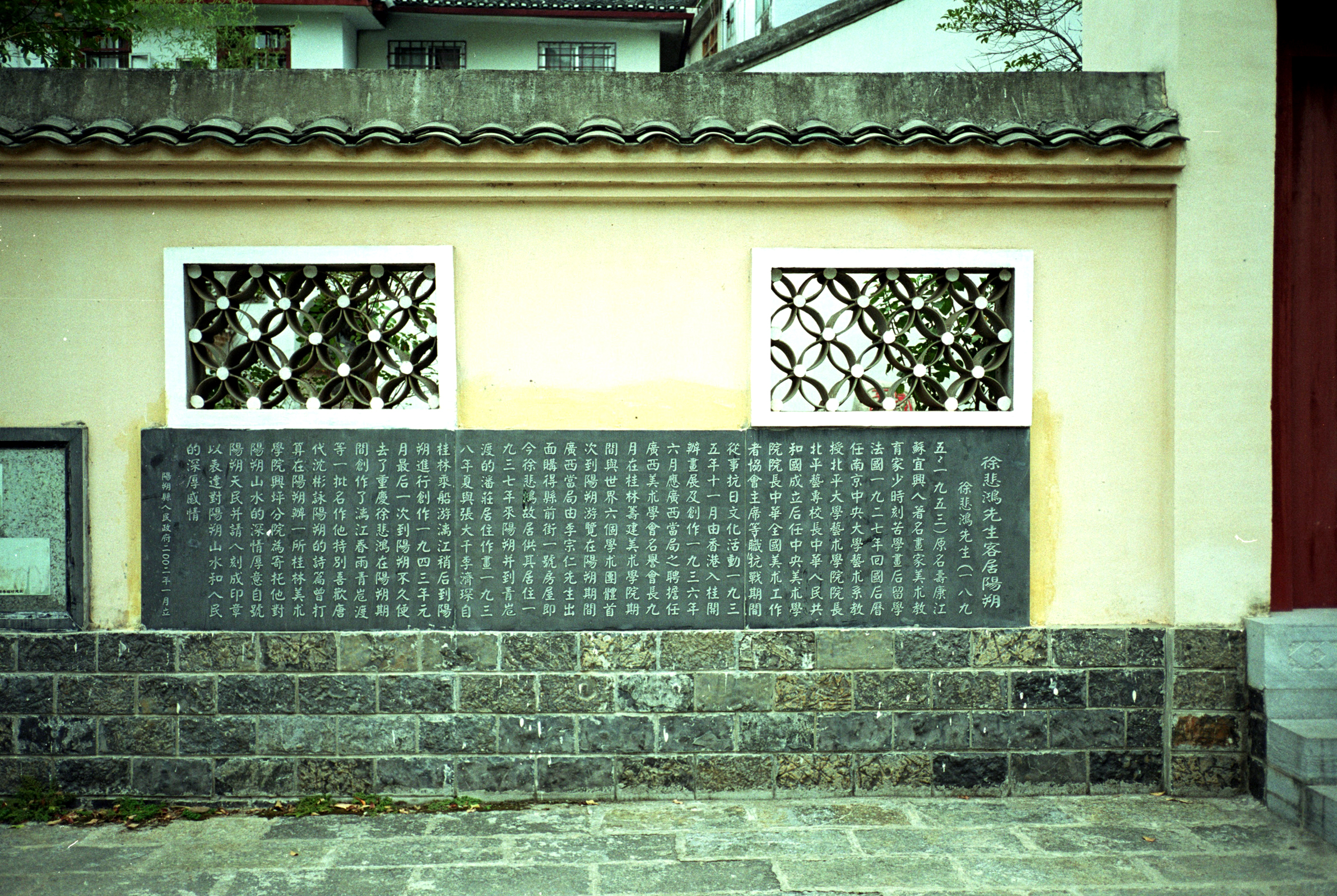
位於陽朔縣的徐悲鸿故居

徐悲鸿（1895年7月19日—1953年9月26日），原名徐寿康，男，江苏宜兴人，中国现代画家、美术教育家，兼擅油畫及水墨畫。中国现代美术的奠基者，與顏文樑、林風眠和劉海粟並稱「四大校長」，著名學生有艾中信、吳作人等。

## 生平
徐悲鴻是江苏宜兴屺亭镇人。自幼随父徐达章习诗文书画，1912年在宜兴师绘画。1916年入复旦大学法文系半工半读，1917年留学日本学习美术。回国后任北京大学画法研究会导师。
1919年赴法国留学，1923年入巴黎国立美术学校，学习油画、素描，并游历西欧诸国观摹研究西方美术。1927年回国，先后任上海南國藝術學院美术系主任、北京大学艺术学院院长。1929年移居南京，于国立中央大学任教。
1932年9月，徐悲鸿与颜文梁在南京举行联合画展，参展作品中的《田横五百士》一展出，便吸引了诸多美术界、文化界的关注。
1933年起在世界各地举办中国美术展览和个人画展。此后重返南京，担任中央大学艺术系教授兼系主任。1946年任国立北平艺术专科学校校长，1950年任中央美术学院院长。曾任中华全国美术工作者协会主席。

## 家庭
徐悲鸿17岁时父母为他娶亲，但他不满这门婚事离家出走，后被父亲抓回来结婚。18岁生長子取名为劫生，意即“遭劫而生”，但家人为他改名为吉生；随后女方在家乡病逝，留下長子，由祖母养育，7岁时因天花而夭折。

1916年徐悲鸿到上海学画。认识老师兼同乡蒋梅笙教授，同时认识他二女儿蔣碧微（棠珍），蔣碧微原已安排好许配给蘇州查家，却发现未婚夫作弊等等丑闻，本就不满想退婚，又经徐悲鸿表白，在徐悲鸿到法国前与他私奔。

二人私奔后蒋家虽然表面声明与蒋碧微脱离关系，但实际仍一直将徐悲鸿留在国内的弟弟照顾长大。在法国期间，徐悲鸿蔣碧微结识張道藩等人，張道藩向蒋碧微含蓄表达爱意，被蒋碧微拒绝。

1927年12月26日，徐悲鸿和蔣碧微生子徐伯阳，后来生了長女徐静斐。1930年，徐悲鸿与18岁的学生孙韵君（多慈）开始婚外恋，为其运作留学名额等，二人的婚外情关系谋私牵扯学术舞弊等事宜引发轩然大波。战争开始后，徐悲鸿将蒋碧微和孩子们扔在敌占区不闻不问，一心一意护送孙多慈及其家人到广西避难，蒋碧微不得已向张道藩求助，母子三人得救。

1938年，徐悲鸿刊登啟事與蔣碧微脫離關係，致夫婦分手。后因孙父坚决反对徐孫戀而与孙多慈分手，徐悲鸿多次向蒋碧微示好希望復合，被蒋碧微拒绝。蔣碧微成为張道藩的情人。廖靜文是徐悲鴻1942年招聘来的管理员，与徐悲鸿同居3年，以死相逼迫使徐悲鸿1945年第二次登报宣布与蒋碧微“脱离关系”，二人于1945年12月签字离婚。

廖静文在做了徐3年情妇之后，于1946年嫁給比自己大28岁的徐悲鸿，同年生子徐庆平、后来生女徐芳芳，一直陪伴徐悲鴻直到他去世，结婚7年。徐悲鸿死后廖静文再婚生子，却长期对外界隐瞒，一直以“徐悲鸿夫人”名义活动。

## 绘画风格
徐悲鴻是油畫「民族化」的重要推動者，也是中國現代美術教育的奠基人，他主張熔國畫的筆墨韻味和西畫技法於一爐，倡導對造型結構和光線色彩有著精準的把握，並且強調作品精神內涵。他以繪畫技術和「改良傳統中國畫」的藝術觀點在近現代美術畫壇中獨樹一幟，對中國近現代美術發展有深遠的影響。
徐悲鴻最擅長畫馬。在绘画创作上，他提倡“尽精微，致广大”，对中国画，提倡“古法之佳者守之，垂绝者继之，不佳者改之，未足者增之，西方绘画可采入者融之。”擅长油画、中国画，尤精素描。人物造型，注重写实，传达神情。曾创作《九方皋》、《六朝人詩意圖》、《中國負傷之獅遙望美國飛虎飛將軍》、《愚公移山》等寓有进步思想的历史画，所画花鸟、风景、走兽，简练明快，富有生气，尤以画马驰誉中外，画能融合中西技法，而自成面貌。

## 戲劇
- 1994年台灣電視劇，台視《徐悲鴻》 ，周紹棟飾演徐悲鴻。

## 画作

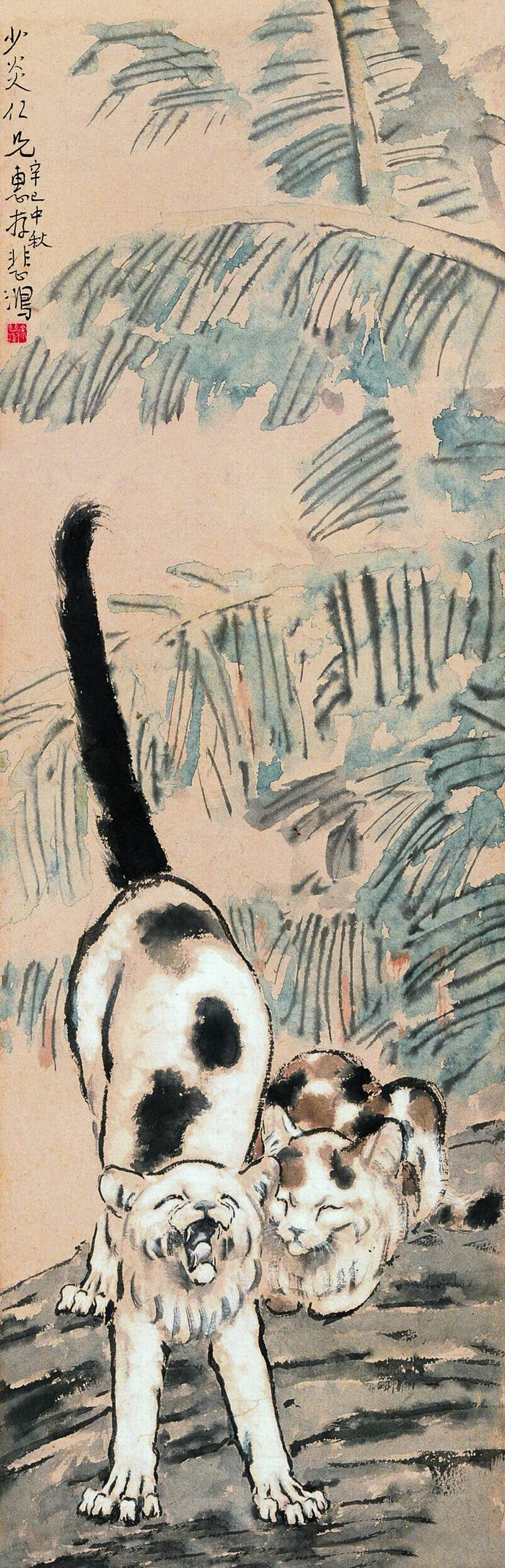
双猫立轴
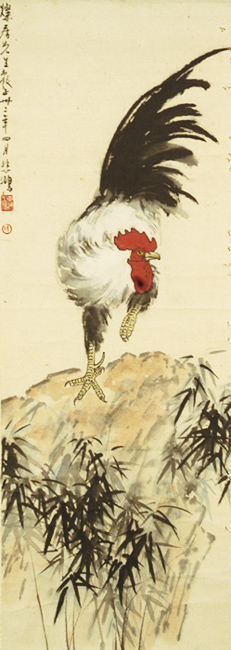
鸡立轴
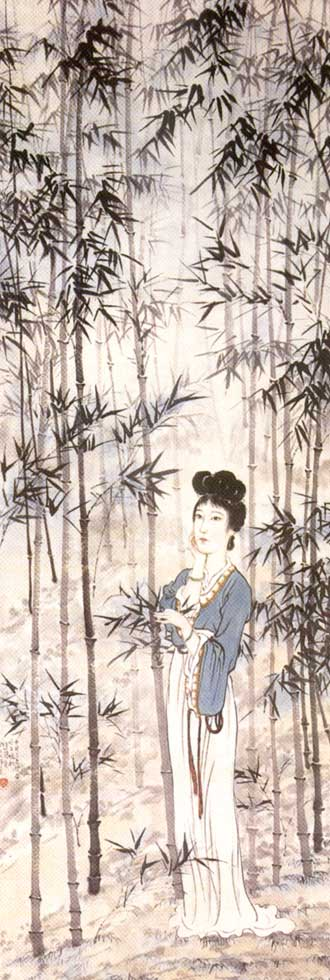
竹林仕女
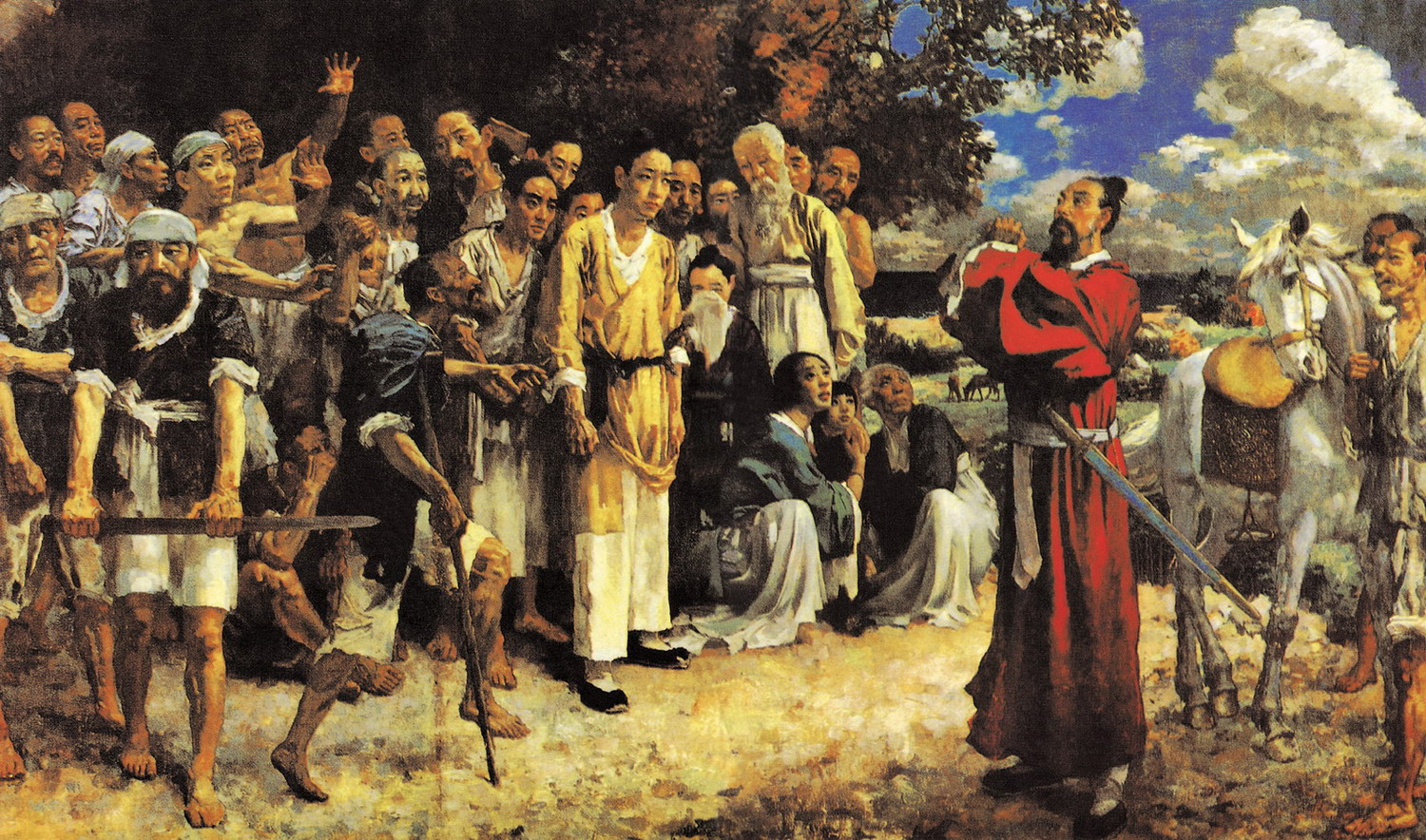
田横五百壮士
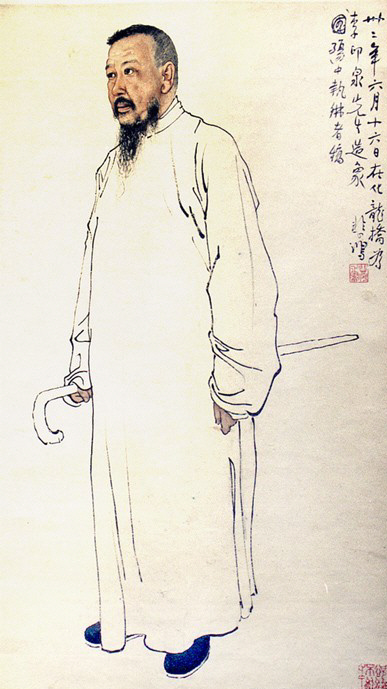
李印泉先生像
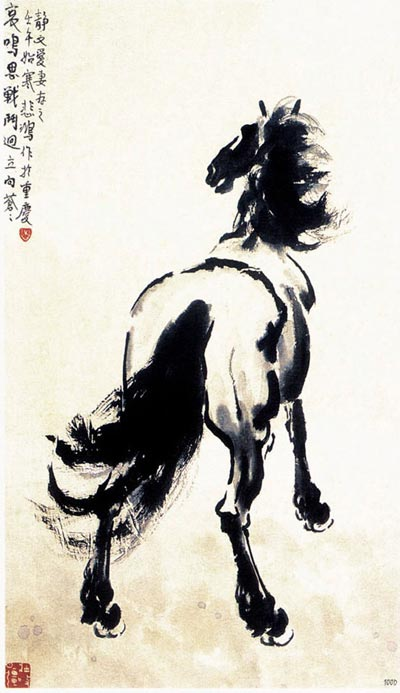
战马

## 評價

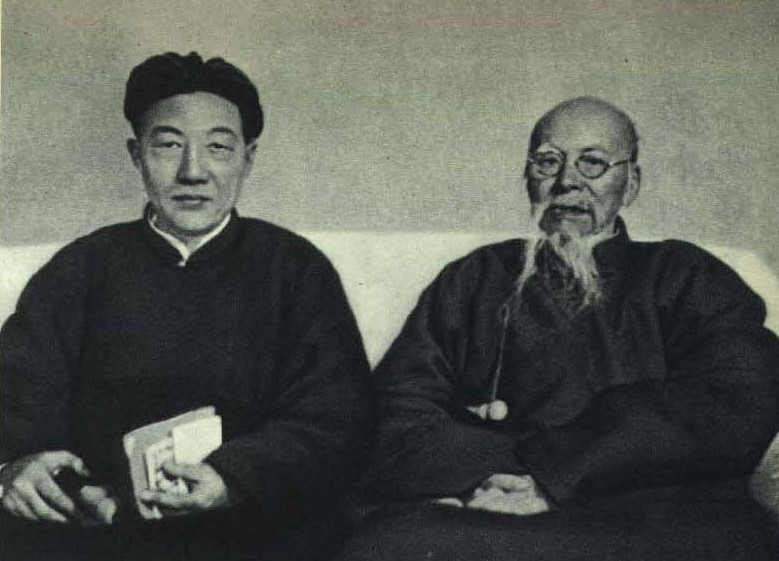
徐悲鸿与齐白石合影

「从一个封闭圈开始解体到多元的发展，就是我们称之为现代绘画史的开端，其中涌现了不少富有才华的超群出众的艺术家和教育家，徐悲鸿、刘海粟、林风眠、颜文梁等一代风流的影响也是由此开始的。他们对现代绘画发展有着举足轻重的作用，他们的艺术实践的意义是深远的，这种意义不只是他们本身在给绘画艺术上的建树和贡献，更主要的是他们开拓了一个新的艺术天地，启发了无数后来者的探索精神。」（张少侠、李小山《中国现代绘画史》）

## 徐悲鸿美术奖
中国美术界最高荣誉奖，于2003年设立。陈玉先、蔡超等画家曾荣获徐悲鸿美术奖。

## 研究
《徐悲鴻研究》艾中信（上海人美出版社）

## 相關条目
- 中國油畫
- 四大校長
- 艾中信
- 留法中國藝術家
- 廖靜文
- 徐慶平
- 張道藩
- 徐悲鸿纪念馆